# Shakha

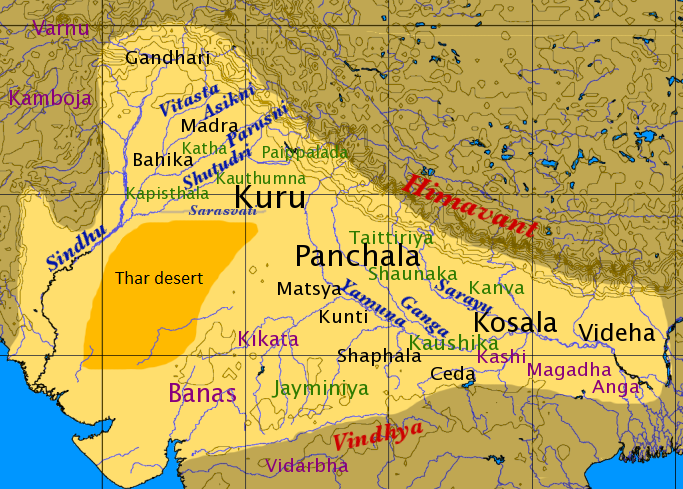
Mapa de l'Índia en l'època vèdica (en plena Edat del ferro), segons l'historiador Witzel (1989). Els noms en color verd indiquen les localitzacions hipotètiques de les shakhas vèdiques.

La paraula sànscrita shakha ―literalment ‘branca’ o ‘membre’― és una escola de recitació d'alguna de les nombroses recensions o versions dels quatre Vedas. Als recitadors d'una determinada shakha se'ls crida shakhas, o més correctament charanas.

## Nom sànscrit
- śākhā, en el sistema AITS (alfabet internacional per a la transliteració del sànscrit).[1]
- शाखा, en escriptura devanagari del sánscrit.[1]
- Pronunciació: /shákJa/ en sánscrit[1]
- Etimologia: prové d'una arrel artificial (o sigui, creada per explicar aquest terme) ślākh: penetrar, difondre's (com les branques d'un arbre).[1]

## Divisions
El savi Saunaka en el seu Charana-viuja enumera les shakhas que corresponen a cada Veda:
- 5 pel Rig-veda: Sakala, Baskala, Asualaiana, Sankaiana, Mandukaiana
- 42 o 44 pel Iáyur-veda (en el passat haurien existit 86).
- 12 pel Sama-veda (encara que la tradició diu que en el passat van existir mil).
- 9 pel Atarva-veda.

Nómes han sobreviscut un petit nombre de sakhas.
L'única versió del Rig-veda que es coneix en l'actualitat és la de la shakha Shakala (sobreviuen fragments de la shakha Baskala).
- del Iáyur-veda es coneixen cinc shakhas (i fragments d'una sisena): Vajasaneyi, Madhandina, Kanva, Taitiríia, Maitraiani, Charaka-katha, Katha-Kapisthala
- del Sama-veda es coneixen dues versions: Yaiminíia i Kauthuma,
- del Atharva-veda es coneixen dues versions: Saunakíia i Paipalada.

Pel que fa al text dels Vedas (els mantras), les diferències entre les shakhas són petites, excepte en el Atharva-veda. La tradició era Paippalādona és discontinu, i el seu text és conegut tan sols per un manuscrit descobert al segle XIX. Tant les tradicions Shaunakiya i Paippalādona contenen corrupció textual, per la qual cosa el text original del Atharva-veda solament pot conèixer-se de manera aproximada mitjançant una comparació entre els dos. La versió Bashkala del Rig-veda conté un text Khilani que no està present en el text de la versió Shakala.
Existeixen comentaris associats als Vedas anomenats Bráhmanas. Aquests textos són independents en cada shakha, per la qual cosa sembla que la formació de les shakhas en l'Índia védica coincideix amb el començament del període brahmánic del sànscrit védic (aproximadament el segle X a. C.).
- Rig-veda: la shakha Shakala té el bráhmana Aitareia, la shakha Baskala té el bráhmana Kausitaki.
- Iáyur-veda: els seus shakhas es divideixen en «blanc» i «negre». Les versions dels textos blancs tenen Bráhmanas separades, mentre que les versions negres té les seves Bráhmanas intercalades entre els mantras.
- Iáyur-veda blanc: Vajasaneyi Madhyandina, Vajasaneyi-kanva: Shatapatha-bráhmana
- Iáyur-veda negre: Taitiríia-samjita, amb un bráhmana addicional, el Taitiriya-bráhmana, Maitrayani-samhita, Charaka-katha samhita, kapiṣṭhala-katha samhita.
- Sama-veda: la shakha Kauthuma té el PB, el Sadva-Brahmana; la shakha Yaiminíia té el Yaiminiia-bráhmana.
- Atharva-veda: no es coneix cap bráhmana de la shakha Shaunaka; possiblement el Paippalādona està associat amb el Gopatha-bráhmana.

Similar als Bráhmanas, cada shakha té Araniakas, Srauta-sutras, Grijia-sutras i Upanishads independents.